# Tonicia
Tonicia is een geslacht van keverslakken uit de familie Chitonidae.  

## Soorten
- Tonicia arnheimi Dall, 1903
- Tonicia atrata (G.B. Sowerby II, 1840)
  - = Chiton atratus G. B. Sowerby II, 1839
  - = Chiton fastigiatus G.B. Sowerby II, 1840[2]
  - = Chiton incompletus G. Fischer, 1807
  - = Tonicia boetica Pilsbry, 1893
  - = Tonicia fastigiata (G.B. Sowerby II, 1840)
- Tonicia calbucensis Plate, 1897[3]
- Tonicia chilensis (Frembly, 1827)
  - = Chiton chilensis Frembly, 1827[4]
- Tonicia disjuncta (Frembly, 1827)
  - = Chiton disjunctus Frembly, 1827
- Tonicia forbesii Carpenter, 1857
- Tonicia horniana Rochebrune, 1889
- Tonicia lebruni Rochebrune, 1884
- † Tonicia pannonica Szőts, 1953
- Tonicia rubridens Pilsbry, 1892
- Tonicia schrammi (Shuttleworth, 1856)
  - = Chiton (Tonicia) schrammi Shuttleworth, 1856
- Tonicia smithi Leloup, 1980[5]
- Tonicia swainsoni (Sowerby in Broderip & Sowerby, 1832)
  - = Chiton swainsoni Sowerby in Broderip & Sowerby, 1832

### Taxon inquirendum
- Tonicia pustulifera Dall, 1919

### Gesynonimiseerd
- Tonicia carpenteri Angas, 1867 => Lucilina carpenteri (Angas, 1867)
- Tonicia ceylonica Leloup, 1936 => Lucilina ceylonica (Leloup, 1936)
- Tonicia confossa (Gould, 1846) => Lucilina lamellosa (Quoy & Gaimard, 1835)
- Tonicia corticata Hutton, 1872 => Plaxiphora biramosa (Quoy & Gaimard, 1835)
- Tonicia costata Leloup MS, Mergner, 1979 => Lucilina sueziensis (Reeve, 1847)
- Tonicia cuneata Suter, 1907 => Pseudotonicia cuneata (Suter, 1907)
- Tonicia dilecta => Lucilina sueziensis (Reeve, 1847)
- Tonicia dupuisi Leloup, 1973 => Lucilina dupuisi (Leloup, 1973)
- Tonicia gambiensis Rochebrune, 1881 => Chaetopleura (Chaetopleura) gambiensis (Rochebrune, 1881) => Chaetopleura gambiensis (Rochebrune, 1881)
- Tonicia greyi Filhol, 1880 => Ischnochiton circumvallatus (Reeve, 1847)
- Tonicia hullianus Torr, 1911 => Lucilina hulliana (Torr, 1911)
- Tonicia indica Leloup, 1981 => Lucilina indica (Leloup, 1981)
- Tonicia martiali Rochebrune in Rochebrune & Mabille, 1889 => Nuttallochiton martiali (Rochebrune, 1889)
- Tonicia mixta Dall, 1919 => Chaetopleura (Pallochiton) lanuginosa mixta (Dall, 1919) => Chaetopleura lanuginosa mixta (Dall, 1919)
- Tonicia novemrugata Bergenhayn, 1930 => Lucilina novemrugata (Bergenhayn, 1930)
- Tonicia pectinoides Sykes, 1903 => Lucilina pectinoides (Sykes, 1903)
- Tonicia perligera (Thiele, 1909) => Lucilina perligera Thiele, 1909
- Tonicia polyomma Bergenhayn, 1932 => Lucilina polyomma (Bergenhayn, 1932)
- Tonicia ptygmata Rochebrune, 1884 => Lucilina sueziensis (Reeve, 1847)
- Tonicia reticulata Nierstrasz, 1905 => Lucilina reticulata (Nierstrasz, 1905)
- Tonicia rubiginosa Hutton, 1872 => Notoplax rubiginosa (Hutton, 1872)
- Tonicia sowerbyi Nierstrasz, 1905 => Lucilina sowerbyi (Nierstrasz, 1905)
- Tonicia subatrata Pilsbry, 1893 => Plaxiphora (Plaxiphora) aurata (Spalowsky, 1795) => Plaxiphora aurata (Spalowsky, 1795)
- Tonicia suezensis => Lucilina sueziensis (Reeve, 1847)
- Tonicia tydemani Nierstrasz, 1905 => Lucilina tydemani (Nierstrasz, 1905)
- Tonicia variegata Nierstrasz, 1905 => Lucilina variegata (Nierstrasz, 1905)
- Tonicia zigzag Hutton, 1872 => Plaxiphora caelata (Reeve, 1847)